# Fatio's woelmuis
Fatio's woelmuis (Microtus multiplex) is een soort woelmuis uit de Alpen, behorende tot de ondergrondse woelmuizen (Terricola). Deze woelmuis is vernoemd naar de Zwitserse bioloog Victor Fatio, die de soort voor het eerst beschreef in 1905.
Hij lijkt wat op de ondergrondse woelmuis (Microtus subterraneus), maar is iets groter en heeft een geligere vacht. Ook heeft hij minder chromosomen, namelijk 46 of 48, en is hij meer dagactief.
Fatio's woelmuis is 90 tot 115 millimeter lang, de staart is 27 tot 39 millimeter lang. Fatio's woelmuis heeft een gemiddeld lichaamsgewicht van 23 gram.
Fatio's woelmuis komt voor in de Jura en de zuidelijke Alpen: in Frankrijk, Italië, Zwitserland en het uiterste westen van Oostenrijk. Ze leven in grasland en open bosgebieden tot 2000 meter hoogte. Zijn nauwe verwant M. liechtensteni leeft verder naar het oosten, tot Servië en Montenegro. Deze twee soorten werden eerder als één soort gezien. Fatio's woelmuis heeft een karyotype van 2n=46-48, FN=48-50, terwijl M. liechtensteini altijd 2n=46, FN=46 heeft. Ook verschillen de kiezen van deze twee soorten wat in grootte. Er zijn recentelijk ook enkele nieuwe ondersoorten van M. multiplex beschreven, namelijk M. m. niethammeri Brunet-Lecomte & Volobouev, 1994 uit het westen van de Franse Alpen en M. m. vuillemeyi Brunet-Lecomte, Chaline & Campy, 1993 uit het Pleistoceen van Oost-Frankrijk.
Fatio's woelmuis leeft van planten, voornamelijk ondergrondse plantendelen als wortels, bollen en wortelstokken. Een vrouwtje krijgt twee tot vier jongen per worp.